# Georg Firnhaber von Eberstein-Jordis
Georg Firnhaber von Eberstein-Jordis, né le 27 décembre 1797 à Francfort-sur-le-Main et mort le 27 décembre 1848, est un homme politique allemand.

## Biographie
Georg Firnhaber von Eberstein est le fils du banquier de Francfort et conseiller de la légation secrète Johann Heinrich Jordis (1757-1803) et de sa seconde épouse Antoinette Elisabeth Rahel Firnhaber von Eberstein (1772-1808). Le 30 septembre 1826 à Francfort-sur-le-Main, il se marie avec Karoline Sophie Claudine Brentano, fille de Georg Brentano et nièce de Clemens Brentano et de Ludovica des Bordes (de) (née Brentano et épouse de son demi-frère Carl von Jordis).

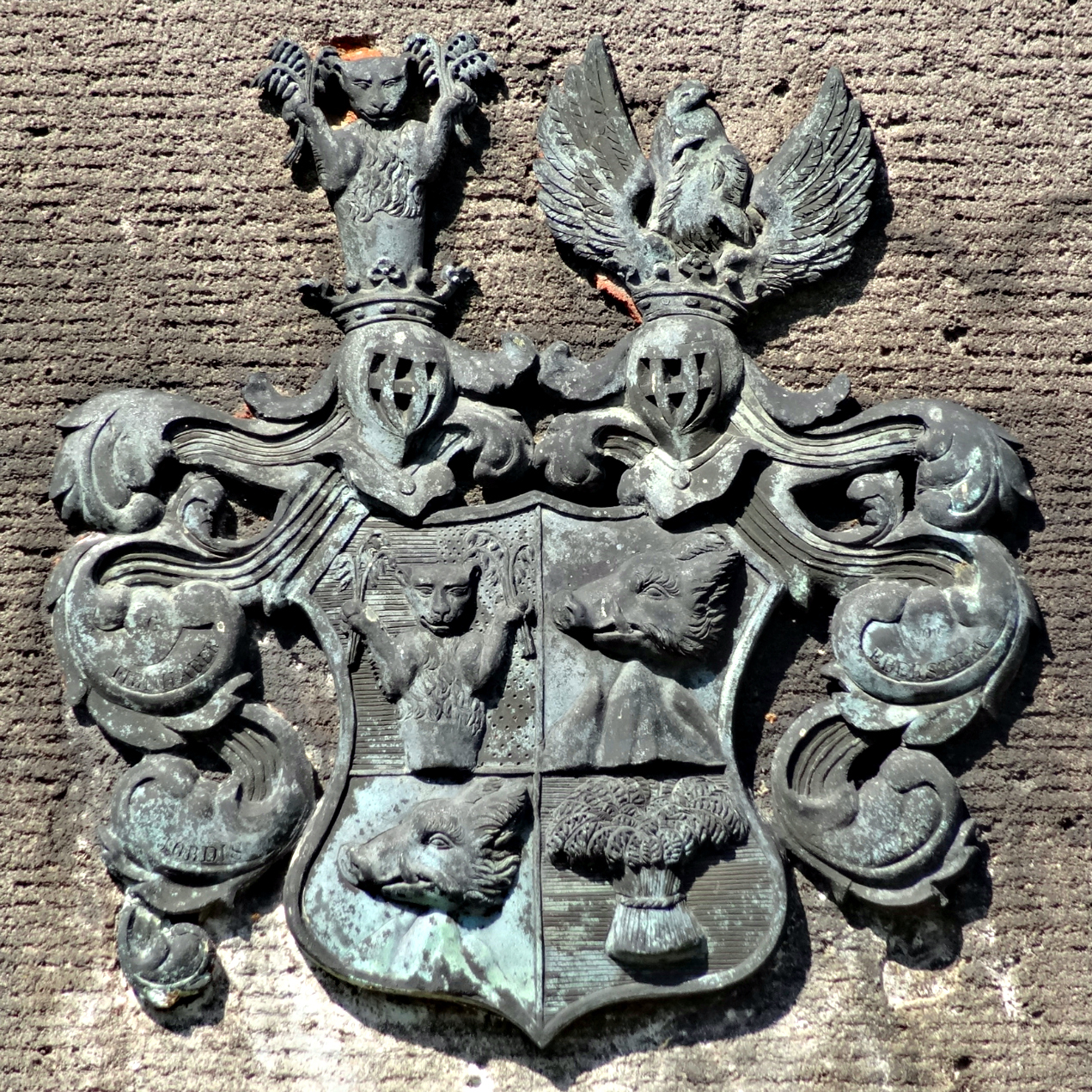
Armes des Firnhaber von Eberstein-Jordis.

De son oncle Johann Conrad Firnhaber von Eberstein (de), il relève le nom de Firnhaber von Eberstein-Jordis le 14 avril 1826, avec l'approbation du Grand-duc de Hesse.
Propriétaire à Francfort-sur-le-Main et du Neuhof bei Leihgestern (de), il est président de l'Association agricole de la province de Haute-Hesse de 1831 à 1848.
De 1847 à 1848, il est membre de la noblesse seigneuriale de la Seconde Chambre du Parlement de l'État (de) du Grand-duché de Hesse. Il est également membre du Pré-parlement (1848).

## Sources
- Otto Titan von Hefner (Hrsg.): J. Siebmachers grosses und allgemeines Wappenbuch. In Verbindung mit Mehreren neu herausgegeben, und mit historischen, genealogischen und heraldischen Notizen begleitet, Band 2, Abteilung 8: Der Adel der freien Stadt Frankfurt, Bauer & Raspe, Nürnberg 1856; online in: Heidelberger historische Bestände – digital, Universitätsbibliothek Heidelberg: Digitalisat S. 8, Wappen Tafel 6.
- (de) Hans Georg Ruppel et Birgit Groß, Hessische Abgeordnete 1820–1933. Biographische Nachweise für die Landstände des Großherzogtums Hessen (2. Kammer) und den Landtag des Volksstaates Hessen, vol. 217, Darmstadt, Verlag des Historischen Vereins für Hessen, coll. « Darmstädter Archivschriften. Bd. 5 », 1980, 282 p. (ISBN 9783922316145, OCLC 310600134)
- (de) Jochen Lengemann, MdL Hessen. 1808–1996. Biographischer Index, Elwert,, Marburg, coll. « Politische und parlamentarische Geschichte des Landes Hessen. Bd. 14,  Veröffentlichungen der Historischen Kommission für Hessen. Bd. 48, 7) », 1996, 446 p. (ISBN 3770810716, OCLC 845297515).
- Lupold von Lehsten: Die Frankfurter Linie der Familie Firnhaber (Firnhaber v. Eberstein), sowie die verwandten Familien Vollmar und Allmacher. In: Hessische Familienkunde Bd. 30, 2007, Sp. 211.
- Eberhard Firnhaber: Ein Grabmal erzählt: Die Frankfurter Familie Firnhaber. In: Hessische Familienkunde Bd. 30, 2007, S. Sp. 193–204